# Gran Emigración
La Gran Emigración (polaco: Wielka Emigracja) fue la emigración de las élites políticas de Polonia entre 1831-1870. Desde fines del siglo XVIII, personas que se habían desplazado fuera del país como emigrantes tuvieron un importante rol en la vida política polaca. Su destino era una consecuencia de la Primera partición de Polonia, que dividió las tierras de la República de las Dos Naciones entre la Rusia Imperial, el Reino de Prusia y la Monarquía de los Habsburgo de Austria. Debido a esta emigración de las élites políticas, mucha de la actividad política e ideológica de la intelligentsia polaca durante los siglos XVIII y XIX se dio fuera del territorio de la repartida Polonia.
Muchos de los emigrados políticos radicaron en Francia. La ola más importante de emigración se dio después del Levantamiento de noviembre de 1830-1831. Estos polacos posteriormente lucharon y dieron un valioso apoyo durante las revoluciones de 1846 y 1848 en Polonia. Su resistencia no se limitó a las actividades revolucionarias polacas, pues participaron en las de varios países: las revoluciones de 1848, en Francia, los pequeños principados de Alemania e Italia, Austria, Hungría, y los principados del Danubio Valaquia y Moldavia, las sudamericanas Argentina y la Guerra Grande en Uruguay y posteriormente en la guerra de Crimea. Olas adicionales de emigrados llegaron después del intento de revolución de 1848 y el Levantamiento de enero de 1863-1864.

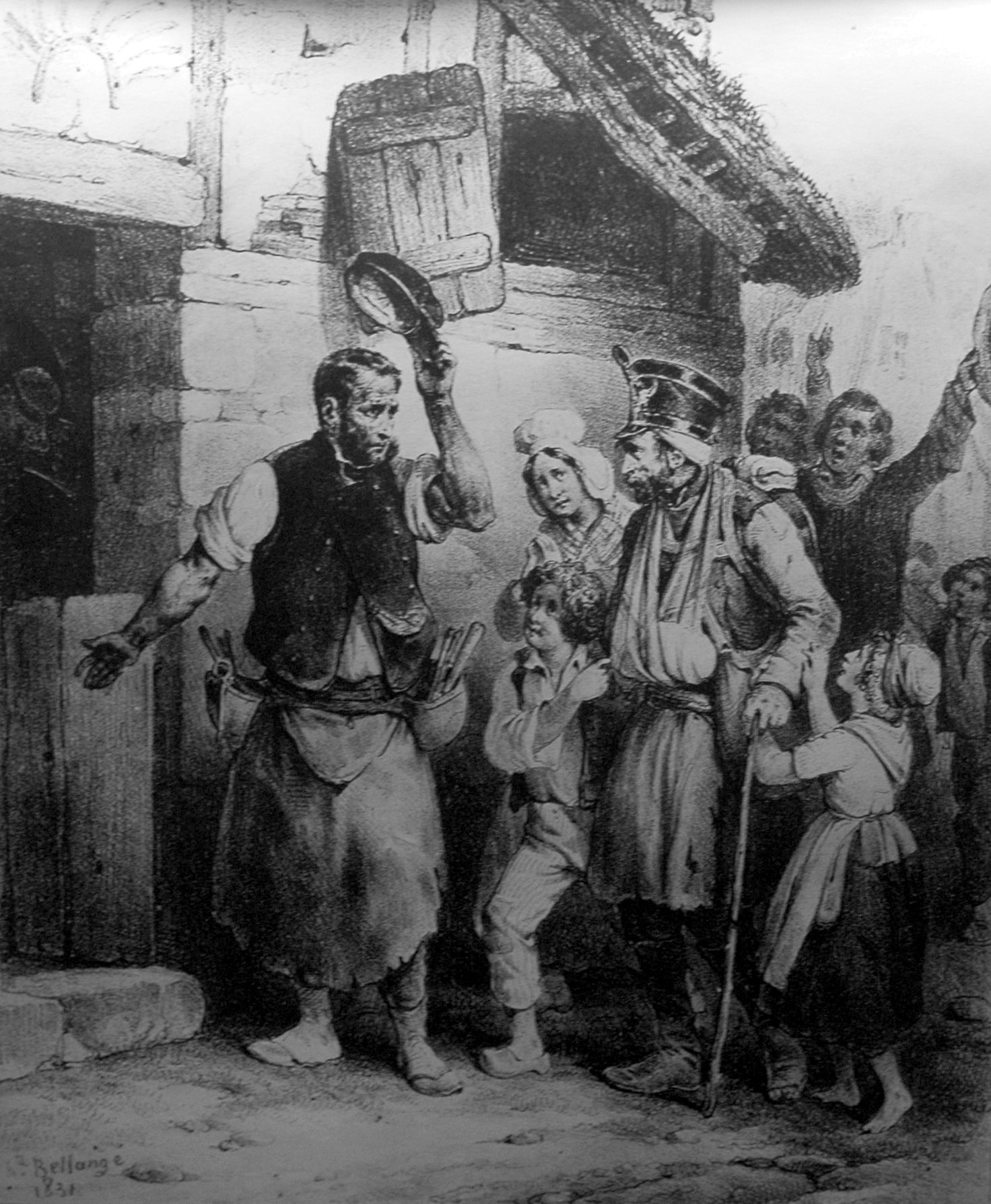
Un exiliado polaco, una xilografía del.

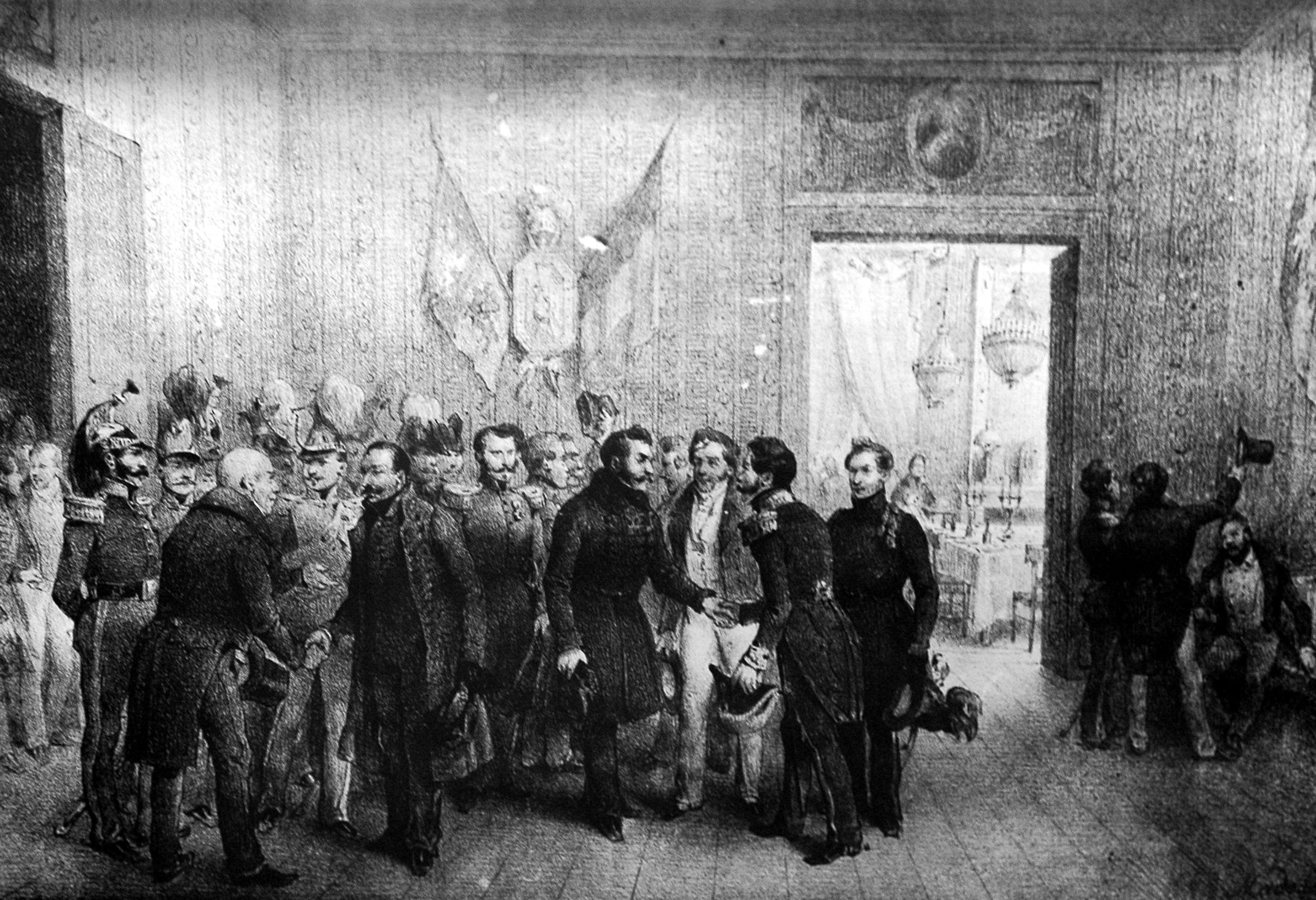
Emigrantes polacos en Bélgica, una xilografía del.

## Causas
Los Repartos de Polonia (en polaco: Rozbiór o Rozbiory Polski, en lituano: Abiejų Tautų Respublikos padalinimai, en bielorruso: Падзелы Рэчы Паспалітай) son los términos empleados para designar las divisiones sucesivas de la República de las Dos Naciones en el siglo xviii entre Rusia, Prusia y Austria que terminaron con la desaparición de Polonia como reino y estado independiente.
El Primer Reparto se decidió el 5 de agosto de 1772 después de que la Confederación de Bar perdiera la guerra con Rusia. El  Segundo Reparto se produjo tras la guerra ruso-polaca de 1792 y la Confederación de Targowica formada el mismo año cuando las tropas rusas y prusianas entraron en la Mancomunidad y el tratado de partición se firmó durante la Dieta de Grodno el 23 de enero de 1793 (sin Austria). El Tercer Reparto tuvo lugar el 24 de octubre de 1795, como reacción al fracasado Levantamiento de Kościuszko del año anterior. Con esta partición, la Mancomunidad dejó de existir.
De los "Repartos de Polonia" se dedujeron tres partes, que fueron ampliándose, en que las potencias vecinas trocearon la unión polaco-lituana, a saber: la Partición Austriaca, la Partición Prusiana y la Partición Rusa. En polaco los actos consecutivos de división y anexión de Polonia se denominan rozbiór (plural: rozbiory), mientras que el término zabór (plural: zabory) se refiere a las partes de la Unión que fueron anexionadas en 1772-95 y que pasaron a formar parte de la Rusia Imperial, de Prusia o de Austria. Tras el Congreso de Viena de 1815, se redibujaron las fronteras de los tres sectores divididos; los austriacos establecieron el Galicia en la división austriaca, mientras que los rusos ganaron Varsovia a Prusia y formaron una entidad política autónoma, la Polonia del Congreso.

## Notables de la Gran Emigración
Notables polacos de la Gran Emigración que vivieron en el exilio fueron:
- El príncipe Adam Jerzy Czartoryski, líder del Gobierno Polaco en el Exilio en París con embajadas en Londres y Estambul.
- Fryderyk Chopin
- Adam Mickiewicz
- Juliusz Słowacki
- Cyprian Kamil Norwid
- Zygmunt Krasiński
- Aleksander Mirecki
- Ignacy Szymański
- Joseph Conrad Korzeniowski
- Guillaume Apollinaire Kostrowicki

Algunos polacos emigraron no por causas políticas, sino para emprender sus propios propósitos. Ese fue el caso de Marie Curie, que no fue aceptada en ninguna universidad polaca por sexismo, y, tras las repercusiones del Levantamiento de enero, se decidió por las universidades francesas.